# Grafters (film 1917)
Grafters è un film muto del 1917 diretto da Arthur Rosson.

## Trama
Mark, lo zio di Jack Towne, mette sull'avviso il nipote che ha appena ereditato un milione di dollari di non farsi turlupinare da sconosciuti. Incurante dei consigli, Jack si mette a frequentare Doris, una ragazza conosciuta in un bar. La giovane ha un disperato bisogno di soldi per pagare la casa della madre e lavora per una gang composta dalla signora Ames, The Menace (la Minaccia) e Laughing Louie, una banda che è stata ingaggiata da Mark per dare al nipote una lezione. Doris riesce a mettere Jack in una situazione compromettente per poi ricattarlo. Ma, quando si rende conto non solo di essersi innamorata di lui, ma che i suoi soci vogliono ricattare sul serio il giovane e non solo per finta come da accordo con zio Mark, si tira indietro. Jack, comunque, si dimostra più astuto dei suoi ricattatori: assume degli investigatori che mettono in trappola la gang. Il giovane dimostra così allo zio di non essere uno sprovveduto e, al tempo stesso, sottrae Doris dalle grinfie dei malviventi.

## Produzione
Il film fu prodotto dalla Triangle Film Corporation.

## Distribuzione
Distribuito dalla Triangle Distributing, il film uscì nelle sale cinematografiche statunitensi il 26 agosto 1917.